# Nymphopsis curtiscapus
Nymphopsis curtiscapus is een zeespin uit de familie Ammotheidae. De soort behoort tot het geslacht Nymphopsis. Nymphopsis curtiscapus werd in 1974 voor het eerst wetenschappelijk beschreven door Stock. 